# Hrušky zastávka
Hrušky zastávka – przystanek kolejowy w miejscowości Hrušky, w kraju południowomorawskim, w Czechach. Znajduje się na linii kolejowej Brzecław – Przerów. Znajduje się na wysokości 180 m n.p.m. Położony jest w południowo-wschodniej części miejscowości, przy drodze nr 4242.
Na przystanku nie ma możliwości zakupu biletu, a obsługa podróżnych odbywa się w pociągu. Składa się z dwóch peronów krawędziowych, zlokalizowanych po obu stronach drogi 4242.

## Linie kolejowe
- 330 Přerov - Břeclav